# Ciberpereza

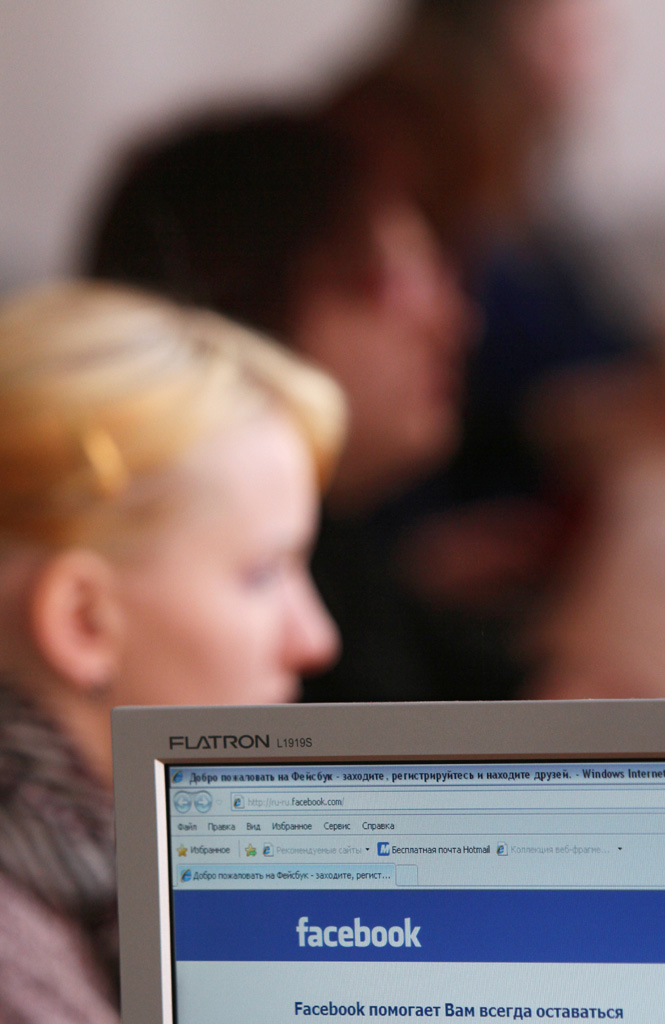
El uso de Internet y redes sociales en el ámbito laboral

La ciberpereza (en inglés cyberslacking o cyberloafing) denomina a la pérdida de tiempo que ocasiona revisar redes sociales, mensajería personal, páginas de GIFs, vídeos o música, durante la jornada laboral. De acuerdo a un estudio realizado por la Universidad de Nevada, esté fenómeno de pérdida de tiempo y productividad cuesta a las empresas en Estados Unidos más de 85 mil millones de dólares al año.
Los casos de ciberpereza han aumentado en gran medida desde que las conexiones de Internet de banda ancha devinieron comunes en los espacios de trabajo.  Muchas empresas emplean software de vigilancia para monitoreo de la actividad de Internet de sus empleados, en un esfuerzo para limitar estas prácticas y mejorar la productividad.  Otros métodos utilizados para reducir la ciberpereza incluyen la instalación de servidores proxy para impedir el acceso a recursos como canales de chat, mensajería instantánea, o videojuegos en línea, así como medidas disciplinarias para los empleados encontrados en situaciones de ciberpereza, o medidas de recompensa como proporcionar acceso a Internet libre fuera del horario laboral.

## Visiones alternativas
Algunas investigaciones indican que permitir que los empleados utilicen los recursos de ordenador para uso personal de hecho puede aumentar la productividad.  Un estudio de la Universidad Nacional de Singapur, titulado Impacto de la ciberpereza en el compromiso psicológico, concluyó que utilizar Internet para uso personal tiene un efecto similar al de una pausa para el café, ayuda a los trabajadores a concentrarse y mantenerse comprometidos.
Por su parte, un estudio realizado por el Pew Research Center indica que las nuevas plataformas pueden ser herramientas para la conexión con colegas y expertos externos, aunque también pueden servir como distracción. Entre los usos más recurrentes se destaca la visita a sitios de redes sociales para tomar un descanso mental del trabajo, conectarse con amigos y familiares, realizar conexiones profesionales, obtener información para resolver problemas, así como construir o fortalecer las relaciones personales con compañeros de trabajo.